# Niels Winther-Sørensen
Niels Winther-Sørensen (født 02.12.1964) er professor ved Juridisk Institut, Aalborg Universitet og partner hos Corit Advisory. Hans forskningsområde er skatteret, som han også underviser i.

## Uddannelse og karriere
Niels Winther-Sørensen er uddannet cand.jur. (1989) ved Aarhus Universitet og fra 1989 til 1991 var han advokatfuldmægtig ved Kromann Reumert. I 2000 blev han dr.jur. ligeledes ved Aarhus Universitet, hvorefter han var professor ved CBS indtil 2008. Herefter var han Partner hos hhv. EY (2008-2013) og PwC (2013-2018). Fra 2019 til 2020 var han advokat hos Vistisen Falk Winther, og siden 2020 har han været partner hos Corit Advisory. Han har desuden været medlem af adskillige udvalg og råd. Siden 2016 har han været formand for Skattelovrådet.
Han er blevet tildelt Magnus Prisen.
Niels Winther-Sørensen har, blandt andre udgivelser, udgivet følgende bøger:
- ”Beskatning af international erhvervsindkomst – Indkomstopgørelsen for et fast driftssted”. Disputats, 2000.
- ”Skatteretten 1-4”, 2.-6. udgave og tidligere udgaver. 6. udgaven skrevet sammen med Jakob Bundgaard, Jens Wittendorff, Jan Pedersen, Kurt Siggaard, Malene Kerzel, Inge Langhave Jeppesen, Jane Ferniss and Claus Hedegaard Eriksen.